# 什爾角
什爾角（英語：Sheer Point），是南極洲的海岬，位於南喬治亞群島，處於法恩角以東的奧拉夫王子港北岸，在1929年由英國研究隊繪入地圖和命名，由英國海外領土管轄。